# Felix Hinz

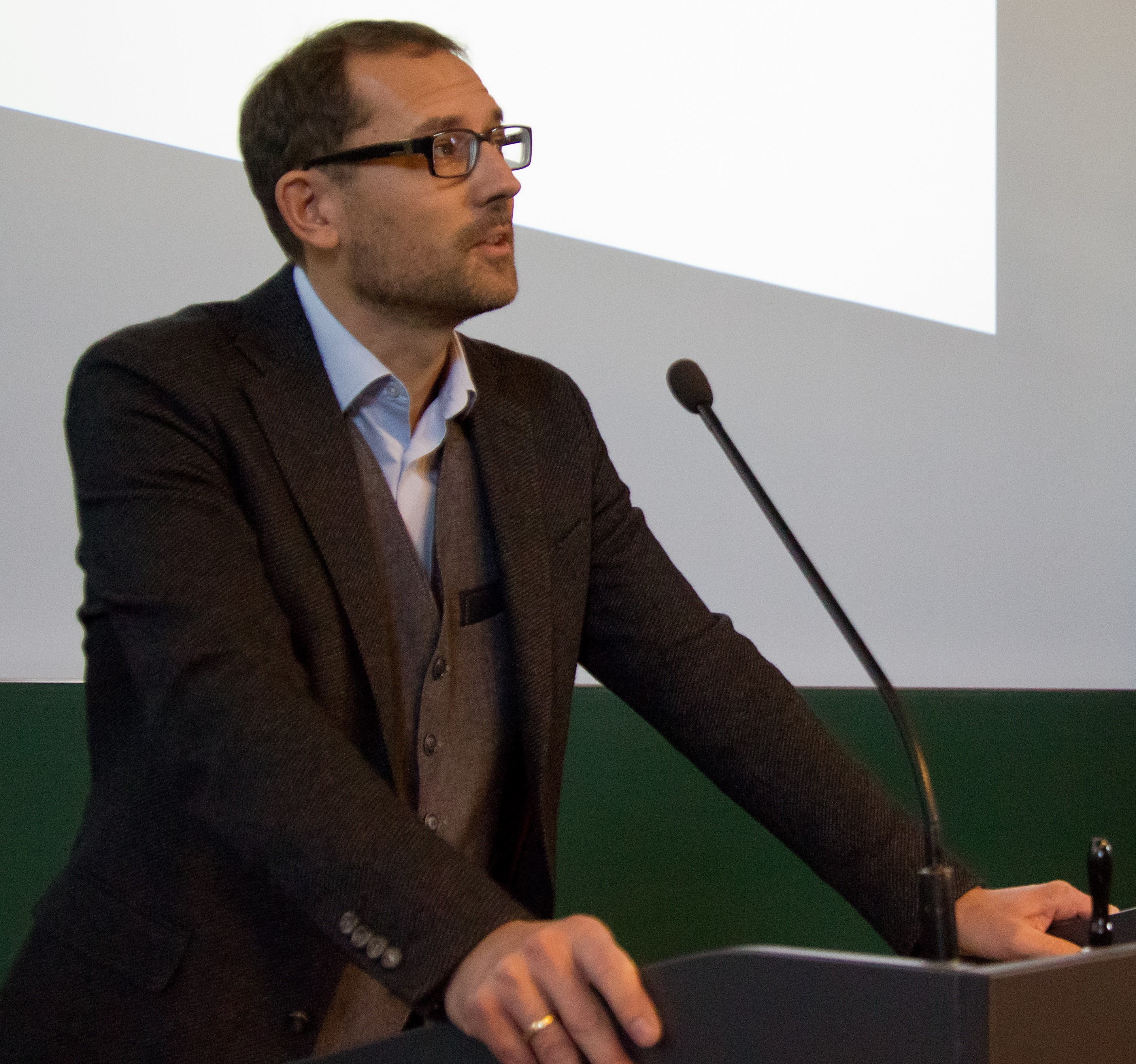
Felix Hinz (2019)

Felix Hinz (* 9. September 1973 in Kiel) ist ein deutscher Historiker und Geschichtsdidaktiker. Er ist Professor für Geschichtswissenschaft und ihre Didaktik mit einem Schwerpunkt in der Geschichte der Frühen Neuzeit und der Neueren Geschichte an der Pädagogischen Hochschule Freiburg im Breisgau.

## Leben und Wirken
Felix Hinz wuchs in Preetz (Holstein) auf und legte am dortigen Friedrich-Schiller-Gymnasium 1993 sein Abitur ab. 1994–2000 studierte er nach Ableistung seines Wehrdienstes in Flensburg an der Universität zu Köln und der Universidad de Sevilla Deutsch und Geschichte auf das Lehramt für die Sekundarstufen I und II. 2005 reichte er bei Hans-Jürgen Prien und Michael Zeuske an der Universität zu Köln seine Doktorarbeit „’Hispanisierung’ in Neu-Spanien 1519-1568. Transformation kollektiver Identitäten von Mexica, Tlaxkalteken und Spaniern“ ein (summa cum laude). Anschließend absolvierte er 2005 bis 2007 sein Referendariat am Studienseminar Leverkusen-Opladen und dem Heinrich-Mann-Gymnasium in Köln. 2013 habilitierte sich Hinz mit seiner publizierten Schrift „Mythos Kreuzzüge. Selbst- und Fremdbilder in historischen Romanen, 1786-2012“ an der Stiftung Universität Hildesheim (Gutachter: Michael Gehler, Carsten Jochum-Bortfeld, Michele Barricelli) und erhielt dort die Privatdozentur verbunden mit der venia legendi für Neuere und Neueste Geschichte und Didaktik der Geschichte. Nachdem er 2005 bis 2009 an der Universität Kassel und der Stiftung Universität Hildesheim tätig gewesen war, nahm er Vertretungsprofessuren an der Pädagogischen Hochschule Freiburg und der Ludwig-Maximilians-Universität München wahr. 2015 bis 2018 war er Akademischer Rat für Geschichtsdidaktik an der Universität Paderborn. Im April 2018 erhielt er den Ruf auf eine Professur für Geschichte und ihre Didaktik an der PH Freiburg.
Bei den Verlagen Klett und C.C. Buchner ist Hinz auch als Schulbuchautor tätig. Seit 2019 engagiert er sich sehr bei der fachlich-konzeptionellen Planung eines „Dokumentationszentrums Nationalsozialismus in Freiburg“.
Hinz ist verheiratet und Vater zweier Kinder.

## Forschungsgebiete
Das fachwissenschaftliche Leitthema von Hinz‘ Forschungen besteht im Selbstfindungsprozess der Europäer in außereuropäischen Kontexten. Er verfolgt dies im internationalen Rahmen von den Kreuzzügen (nicht nur des Mittelalters) und dem spanischen Kolonialismus bis hin zu dessen Rezeptionen und Auswirkungen bis in die heutige Zeit. Darüber hinaus ist Hinz einer der wenigen deutschen Historiker, die sich eingehend mit altamerikanischer und insbesondere altmexikanischer Geschichte beschäftigen.
Geschichtsdidaktisch forscht Hinz vor allem zu Formen historischen Erzählens mit signifikant fiktivem Anteil und historische Sinnbildung (insbes. historische Mythen, historische Romane), zu Medien, Praxen und Funktionen der westlichen Geschichtskulturen, zu transkulturellem Lernen und historischen Transkulturationsprozessen sowie vergleichender Schulgeschichtsbuchforschung.

## Mitgliedschaften in wissenschaftlichen Vereinigungen
Felix Hinz ist in mehreren wissenschaftlichen Vereinigungen Mitglied, u. a. in der Society for the Study of the Crusades and the Latin East (SSCLE), im Breisgauer Geschichtsverein und in der Konferenz für Geschichtsdidaktik. Darüber hinaus ist er seit 1995 Mitglied in der Gesellschaft für bedrohte Völker.

## Publikationen (Auswahl)

### Monographien
- Historisches Lernen – interkulturell und postkolonial. Ein Handbuch (utb 6446). Göttingen: Vandenhoeck & Ruprecht 2025, ISBN 978-3-8252-6446-8, 423 S.
- Historische Mythen im Geschichtsunterricht. Theorie und Zugriffe für die Praxis (Methoden historischen Lernens). Frankfurt/M.: Wochenschau Verlag 2023, ISBN 978-3-7344-1505-0, 240 S.
- Die Kreuzzüge (Kompaktwissen Geschichte). Stuttgart: Reclam 2017, ISBN 978-3-15-017092-2, 150 S.
- Mythos Kreuzzüge. Selbst- und Fremdbilder in historischen Romanen 1786–2012. Schwalbach/Ts.: Wochenschau Verlag 2014, ISBN 978-3-7344-0019-3, 576 S., (Habilitationsschrift)
- ‚Hispanisierung’ in Neu-Spanien 1519–1568. Transformation kollektiver Identitäten von Mexica, Tlaxkalteken und Spaniern (= Studien zur Geschichtsforschung der Neuzeit, Bd. 45), Hamburg, Verlag Dr. Kovac, 2005, ISBN 3-8300-2070-8, 874 S.  (Dissertationsschrift)

### Herausgeberschaften
- Hernán Cortés revisado. 500 años de la conquista española de México (1521-2021), hrsg. zus. mit Xavier López-Medellín, Madrid / Frankfurt a. M.: Iberoamericana-Vervuert 2021, ISBN 978-3-96869-243-2, 336 S.
- Geschichtskultur - Public History - Angewandte Geschichte. Geschichte in der Gesellschaft: Medien, Praxen, Funktionen, hrsg. zus. mit Andreas Körber, Göttingen: Vandenhoeck & Ruprecht, utb 2020, ISBN 978-3-8252-5464-3, 640 S.
- Controversial Histories. Current Views on the Crusades (Engaging the Crusades), hrsg. zus. mit Johannes Meyer Hamme, London / New York: Routledge 2020, ISBN 9780367148775, 140 S.
- Luther und die Reformation in internationalen Geschichtskulturen. Perspektiven für den Geschichtsunterricht, hrsg. zus. mit Roland Bernhard u. Robert Maier, Göttingen: V&R unipress 2017, ISBN 978-3-8471-0752-1, 406 S. (open access - pdf zum kostenlosen download)
- Mythen in deutschsprachigen Geschichtsschulbüchern. Von Marathon bis zum Élysée-Vertrag, hrsg. zus. mit Roland Bernhard, Susanne Grindel u. Christoph Kühberger, Göttingen: Vandenhoeck & Ruprecht 2017, ISBN 978-3-8471-0686-9, 292 S. (open access - pdf zum kostenlosen download; auch in englischer Übersetzung online verfügbar)
- Kreuzzüge des Mittelalters und der Neuzeit. Realhistorie - Geschichtskultur - Didaktik. (Historische Europa-Studien, Bd. 15) Hildesheim / Zürich / New York: Olms 2015, ISBN 978-3-487-15267-7, 389 S.